# Hotel Europa (Reus)

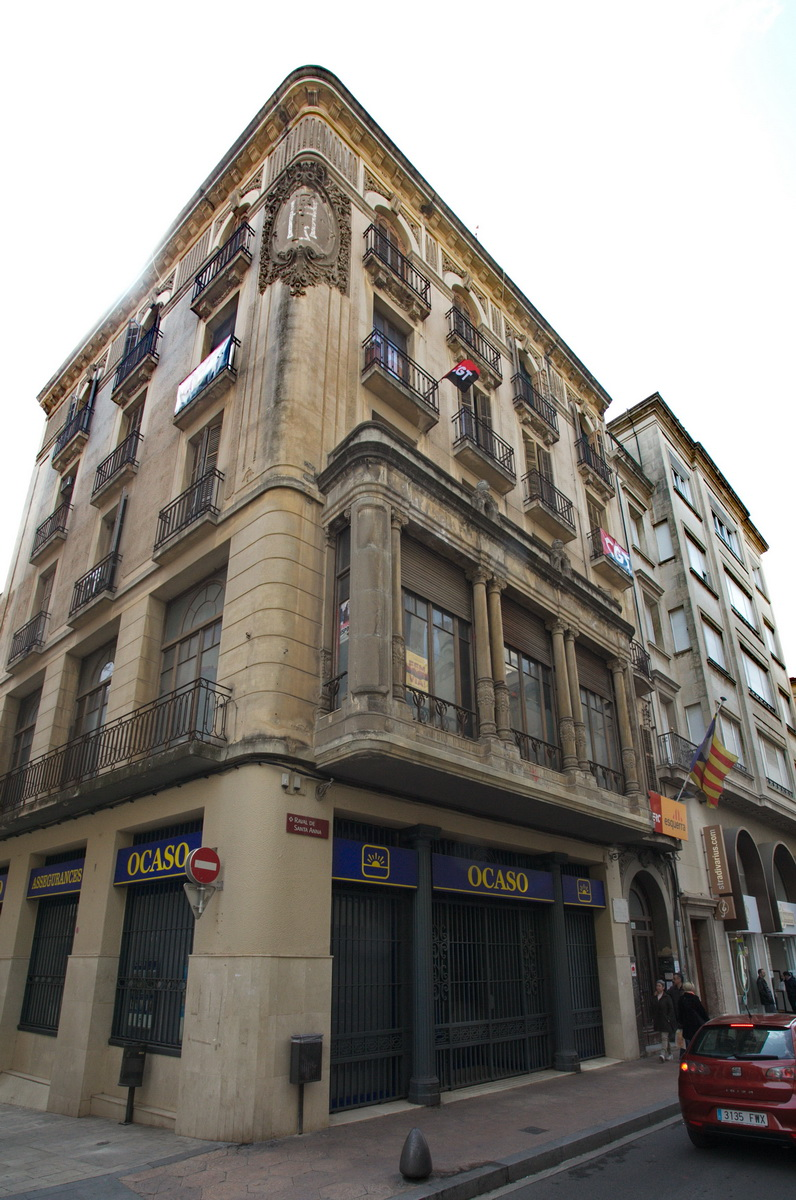
Hotel Europa (Reus).

El Hotel Europa o Edificio "El Ocaso" es un edificio modernista de Reus (Tarragona, España) incluido en el Inventario del Patrimonio Arquitectónico de Cataluña.

## Descripción
Es un edificio esquinero de planta baja y cuatro pisos, con la fachada principal en el arrabal de Santa Ana y la lateral en la calle del Vilar. Su decoración es muy austera, y se concentra básicamente en la zona superior, entre la línea de imposta de las aberturas de la última planta que tienen perfil de medio punto, a diferencia de las del resto, y el coronamiento de la edificio, donde se combinan zonas con estrías funiculades con detalles de repertorio vegetal. Una cornisa soportada por una sucesión de ménsulas angular.
A la altura del último piso de la esquina hay un gran medallón rodeado de una orla vegetal, que hacía el papel de rótulo identificador del establecimiento. Se leen las iniciales del nombre original, Hotel Europa. El medallón refuerza la visión axial y saca provecho de la situación esquinera de la casa. En la planta principal destaca la tribuna, que ocupa casi toda la fachada y se articula con grupos de dos columnas con capiteles jónicos. Las aberturas de esta planta son de gran tamaño, buscando dar luz natural en el interior, donde originariamente se ubicaba el restaurante. En la fachada principal hay dos aberturas, la de la escalera de vecinos y la del actual local comercial, caracterizado por dos elegantes columnas de fundición de hierro. Las barandillas de los balcones y la tribuna son de forja, con un dibujo lineal muy sencillo y elegante.

## Historia
En 1920, la sociedad denominada Hijos de José Magriñá presentó en el Ayuntamiento la solicitud de licencia de obras para construir un gran edificio de nueva planta, que unificaría los números 13, del arrabal de Santa Ana y el 16 la calle del Vilar, con el fin de instalar un nuevo hotel situado en el centro de la ciudad.